# Давиташвили, Мария Петровна
Мария (Мариам, Мэри) Петровна Давиташвили (груз. მარიამ (მერი) დავითაშვილი; 14 ноября 1907, Мелаани, Тифлисская губерния, Российская империя (ныне Гурджаанский муниципалитет, Кахетия, Грузия) — 2 августа 1975, Тбилиси) — советская грузинская актриса театра и кино, народная артистка Грузинской ССР (1960).

## Биография
Училась в Бакинской женской гимназии. В 1920 году вместе с родительской семьёй переехала в Хашури. С юности увлекалась театром. Играла в местном драматическом кружке.
В 1920 году поступила в драматическую студию Акакия Пагавы при театре им. Ш.Руставели, которую окончила в 1924 году.
С 1927 года с успехом выступала в одном из тбилисских театров. С 1927 года по приглашению К. Марджанишвили стала актрисой Кутаисского театра (ныне театр им. Марджанишвили в Тбилиси).
Снималась в кино с 1948 года.

## Избранные театральные роли
- Хорешан («Человек ли он?» по И. Чавчавадзе),
- Туанетта («Мнимый больной» Мольера),
- Николетта («Анри Сеар» Самсония),
- Нимфа («Моё Квавилети» М. Бараташвили),
- Таланова («Нашествие»).

## Избранная фильмография
- 1948 — Кето и Котэ — Кабато, сваха
- 1956— Баши-Ачук — Томсаль-Мако, доносчица
- 1957 — Отарова вдова
- 1957 — Судьба женщины
- 1959 — Нино — Маро
- 1962 — Девушка в белом (новелла в киносборнике «Два рассказа»)
- 1965 — Иные нынче времена
- 1975 — Субботний вечер
- 1975 — Пари, Бабочка, Три рубля, Термометр и т. д. (короткометражный)

Похоронена в Дидубийском пантеоне в Тбилиси.